# Datateknik 3.0 (tidning)
Datateknik 3.0 (tidigare Datateknik) var en nätverk-, telekom- och datorrelaterad tidning som utgavs av dåvarande ET förlag (numera Talentum Sweden AB). Tidningen lades ner kring slutet av 2001.
Tidningen gav bland annat ut "White papers" på en del tekniker. Man var ofta i framkanten av IT-utvecklingen, till exempel rapporterade man om SOAP-protokollet, som då det begav sig ännu låg i sin linda.